# Ried (Lengenwang)
Ried ist ein Ortsteil der Gemeinde Lengenwang im schwäbischen Landkreis Ostallgäu.

## Geografie
Das Dorf Ried liegt unmittelbar nordöstlich angrenzend an Lengenwang.

## Sehenswürdigkeiten
Siehe: Liste der Baudenkmäler in Ried